# Benjamin Barz
Benjamin Barz (* 8. August 1983 in Bad Tölz, Bayern) ist ein deutscher Eishockeyspieler, der seit der Saison 2014/15 beim ESV Waldkirchen in der Eishockey-Bezirksliga auf der Position eines Stürmers spielt.

## Karriere
Barz begann seine Karriere beim ESV Waldkirchen und wechselte dann zur Knabenmannschaft des Deggendorfer EC. Im Juniorenalter spielte Barz zwei Jahre für den Deggendorfer EC in der Oberliga Süd und der Junioren-Bundesliga, wo er Deutscher Juniorenmeister wurde.
Benjamin Barz durchlief alle Nachwuchsnationalmannschaften des DEB und kann 64 Nachwuchsländerspiele vorweisen. Außerdem nahm er an der U18-Weltmeisterschaft 2001 (5. Platz)in Finnland und der U20-Weltmeisterschaft 2003 (9. Platz, Abstieg) in Kanada teil und bestritt mit 21 Jahren zwei Spiele für die deutsche Nationalmannschaft beim Deutschland Cup.
Zur Saison 2002/03 wechselte Barz zu den Landshut Cannibals in die 2. Bundesliga und wurde mit einer Förderlizenz der Nürnberg Ice Tigers ausgestattet, wodurch er noch im selben Jahr sein Debüt in der Deutschen Eishockey Liga feiern konnte. Durch seine guten Leistungen in den Förderlizenzeinsätzen für die Ice Tigers belohnte ihn das Fachmagazin Eishockey News mit dem zweiten Platz in der "Rookie of the Year"-Wertung dieser Saison.
Ab der Saison 2003/04 bestritt Benjamin Barz in drei Jahren insgesamt 148 Spiele für die Ice Tigers und erzielte dabei zehn Tore und gab 24 Vorlagen. Schon in seiner zweiten Saison für die Ice Tigers wurde er von Bundestrainer Creg Poss zum Deutschland Cup nominiert und bestritt dort seine ersten beiden A-Länderspiele für die deutsche Nationalmannschaft. Zur Saison 2006/07 wechselte Barz zu den DEG Metro Stars, mit denen er das Play-off-Halbfinale erreichte und damit seine sportlich erfolgreichste DEL-Saison absolvierte.
Zur Saison 2007/08 wechselte Barz zum EHC München in die 2. Bundesliga und begann zeitgleich ein Medizinstudium an der LMU München. Im April 2008 unterschrieb Barz für eine weitere Saison in München. In der zweiten Saison für den EHC München verpasste er durch die Play-off-Finalniederlage gegen Bietigheim nur knapp den Aufstieg mit der Mannschaft in die DEL (1. Bundesliga) und musste sich mit der Vizemeisterschaft zufriedengeben. Im Juli 2009 unterzeichnete er beim EV Landsberg 2000 in der Eishockey-Oberliga. Er führte die Mannschaft als Kapitän in die Play-offs, schied aber leider schon in der ersten Runde aus. Nach der ersten Saison in Landsberg wurde er vom Fachmagazin Eishockey News zum "besten Defensivstürmer" der Oberliga gewählt und war in der Wertung der besten Mittelstürmer unter den Top Zehn. Er spielte zwei Saisons in Landsberg und hatte noch einen Vertrag bis zur Saison 2011/12, dieser wurde aber nichtig, nachdem der EV Landsberg Insolvenz angemeldet hatte.
Im Juli 2011 wurde dann sein Wechsel nach Garmisch-Partenkirchen zum SC Riessersee bekannt.
In seiner ersten Saison für den SC Riessersee verpasste Barz die Play-offs konnte aber den direkten Wiederabstieg der Mannschaft aus der 2. Bundesliga erfolgreich in den Playdowns verhindern. Er trug als einer der besten deutschen Torschützen (12 Tore mit Playdowns) erheblich dazu bei, obwohl er am Anfang der Saison lange wegen eines Handverletzung ausfiel.
Ursprünglich hatte Barz nach der Saison 2011/12 sein Engagement beim SC Riessersee beendet, um sich ein halbes Jahr im Zuge eines Forschungssemesters seiner Doktorarbeit zu widmen. Zudem wollte er für die EHF Passau Black Hawks in der Oberliga antreten. Nachdem diese sich allerdings in die Bezirksliga zurückgezogen hatten, kam Barz zurück zum SC Riessersee.
Die Saison 2012/2013 war für Barz insgesamt durchwachsen und er konnte nicht an die Torausbeute der ersten Saison für den SC Riessersee anknüpfen. Durch die Insolvenz der Hannover Indians kurz vor Ende der Saison wurden die Playdowns nicht ausgespielt, dadurch konnte das Team nicht absteigen, obwohl die Play-offs klar verpasst wurden.
Zur Saison 2013/2014 wechselte Barz in die Bayernliga zum TEV Miesbach um sich mehr Zeit seinem praktischen Jahr im Zuge des Medizinstudiums zu widmen. In Miesbach spielte schon sein Vater als Torhüter Anfang der 70er Jahre. Mit dem TEV konnte er eine erfolgreiche Saison gestalten und verpasste nur knapp das Play-off-Finale. Das kleine Finale konnte gewonnen werden, so dass die Saison mit einem dritten Platz beendet wurde. Trotz einer Knieverletzung zu Beginn der Saison wurde Barz Topscorer der Mannschaft und wurde von dem Portal Bayernhockey.com zum besten Stürmer der Saison in der Bayernliga gewählt.
Zur Saison 2014/2015 schloss sich Barz wieder seinem Heimatverein ESV Waldkirchen in der Bezirksliga an. Dort spielt er zusammen mit seinem jüngeren Bruder Dominik.

## Karrierestatistik
(Legende zur Spielerstatistik: Sp oder GP = absolvierte Spiele; T oder G = erzielte Tore; V oder A = erzielte Assists; Pkt oder Pts = erzielte Scorerpunkte; SM oder PIM = erhaltene Strafminuten; +/− = Plus/Minus-Bilanz; PP = erzielte Überzahltore; SH = erzielte Unterzahltore; GW = erzielte Siegtore; 1 Play-downs/Relegation; Kursiv: Statistik nicht vollständig)